# Albert Lamppu
Albert Lamppu (Metsäpirtti, 8 de abril de 1899 – Helsínquia, 25 de julho de 1976) foi um atleta finlandês de lançamento do dardo, que participou dos Jogos Olímpicos de Verão de 1928.